# RBCメディア最前線
『RBCメディア最前線』（アールビーシーメディアさいぜんせん）は、1993年4月から1995年9月まで琉球放送（RBCテレビ）で毎週金曜 17:00 - 17:55に放送されていた報道番組。
『RBC特集 報道部発』を前身とする番組で、放送曜日を従来の土曜から金曜へと移し、放送時間を再び1時間へ戻す形でスタートした。沖縄県内の主なローカルニュースを深く取り上げるのは前身番組と変わらなかった。
メインキャスターは、前身番組から引き続き新屋敷二幸（当時RBCアナウンサー）が務めていたが、1995年に新屋敷が定年退職した後は別のアナウンサーが務めていた。アシスタントは、放送開始当時鹿児島放送から移籍してきたばかりの池原あかね（当時RBCアナウンサー）が務めていた。
1995年10月に火曜ゴールデンタイムで『RBCプライム2000』がスタートするのに合わせ、番組は同年9月末に終了した。
| 琉球放送 ローカル報道番組 | 琉球放送 ローカル報道番組 | 琉球放送 ローカル報道番組 |
| 前番組                    | 番組名                    | 次番組                    |
| ------------------------- | ------------------------- | ------------------------- |
| RBC特集 報道部発          | RBCメディア最前線         | RBCプライム2000           |
| 琉球放送 金曜17:00枠      |                           |                           |
| RBC招待席                 | RBCメディア最前線         | RBCテレビ劇場（再放送枠） |